# D.M. Devine
Pour les articles homonymes, voir Devine.
David McDonald Devine, né le 31 mai 1920 à Greenock, Renfrewshire, en Écosse, et mort en août 1980, est un auteur écossais de roman policier qui signe ses textes D.M. Devine ou du pseudonyme Dominic Devine.

## Biographie
Il passe son enfance et fait ses études dans sa ville natale de Greenock. Il obtient des diplômes en administration de l’Université de Glasgow en 1945 et de l’Université de Londres en 1953. Il épouse Betsy Findlay Munro en 1946. Il travaille ensuite dans l’administration d’entreprises et de l’Université de St Andrews.
En marge de ses activités professionnelles, il se lance dans l’écriture et publie en 1961 un premier roman policier, My Brother’s Killer, sous la signature C.M. Devine, qui raconte l’enquête du frère d’un avocat assassiné et soupçonné d’avoir été un maître-chanteur. Suivront cinq autres titres, dont The Fifth Cord (1967), sur une série de crimes apparemment sans relation entre eux.
À partir de 1968, l’auteur adopte le pseudonyme de Dominic Devine pour donner sept romans policiers plus convenus. Il a également écrit une pièce radiophonique signée David Munro.

## Œuvre

### Romans

#### Signés D.M. Devine
- My Brother’s Killer (1961)
- Doctors Also Die (1962)
- The Royston Affair (1964) Publié en français sous le titre Le Sixième Verre, Paris, Librairie des Champs-Élysées, Le Masque no 902, 1966 ; réédition, Paris, Librairie des Champs-Élysées, Le Club des Masques no 342, 1978
- His Own Appointed Day (1965) Publié en français et signé Dominic Devine sous le titre Chacun suit son destin, Paris, Librairie des Champs-Élysées, Le Masque no 1331, 1974
- Devil at Your Elbow (1966)
- The Fifth Cord (1967)

#### Signés Dominic Devine
- The Sleeping Tiger (1968)
- Death is My Bridegroom (1969)
- Illegal Tender (1970)
- Dead Trouble (1971) Publié en français sous le titre Une jeune fille éperdue, Paris, Librairie des Champs-Élysées, Le Masque no 1216, 1972 ; réédition, Paris, Librairie des Champs-Élysées, Le Club des Masques no 427, 1981
- Three Green Bottles (1972) Publié en français sous le titre L’Épaule du diable, Paris, Librairie des Champs-Élysées, Le Masque no 1250, 1972 ; réédition, Paris, Librairie des Champs-Élysées, Le Club des Masques no 351, 1978
- Sunk Without Trace (1978)
- This is your Death (1982), publication posthume Publié en français sous le titre Week-end tragique, Paris, Librairie des Champs-Élysées, Le Masque no 1725, 1983

### Pièce radiophonique
- Degree of Guilt (1965), signé David Munro

## Adaptation
- 1971 : Journée noire pour un bélier (Giornata nera per l’ariete), film italien de Luigi Bazzoni, tiré du roman The Fifth Cord, avec Franco Nero et Silvia Monti.

## Sources
- Jacques Baudou et Jean-Jacques Schleret, Le Vrai Visage du Masque, vol. 1, Paris, Futuropolis, 1984, 476 p. (OCLC 311506692), p. 160.
- Claude Mesplède, Dictionnaire des littératures policières, vol. 2 : J - Z, Nantes, Joseph K, coll. « Temps noir », 2007, 1086 p. (ISBN 978-2-910-68645-1, OCLC 315873361), p. 267-268.